# Facce da quiz
Facce da quiz è stato un programma televisivo italiano di genere game show, andato in onda su Canale 5 per 8 puntate in prima serata, dal 6 luglio al 16 settembre 2001.

## Il programma
La trasmissione, condotta da Gigi Sabani, era particolarmente simile a Il Quizzone, altra trasmissione di prima serata trasmessa dalle reti Mediaset dal 1994 al 1998; si trattava infatti di una competizione tra otto concorrenti VIP divisi in due squadre, ciascuna "capitanata" dalle due vallette del programma, Alessia Mancini ed Ellen Hidding. 

### Meccanismo del gioco
Alcuni giochi dello show, ossia semplici enigmi da risolvere guardando diversi filmati divisi in determinate categorie, erano ripresi dal format precedente, cambiandone solo il nome:
- L'oggetto in costruzione (o il "Cosa stanno costruendo?"), diventava "Lavori in corso";
- Il "Ma che sta a dì?" (che stavolta era uno scioglilingua) si intitolava "La dica una frase a Firenze";
- Il gioco de "L'araba fenice" diventava invece "La prova del fuoco";
- Infine, "Il leitmotiv" ne "Il balletto interrotto", cambiato solo nel fatto che ad essere ballato non era la colonna sonora di un film o di un musical bensì un medley di un famoso cantante (diverso per ogni puntata), ed il particolare da indovinare riguardava proprio il cantante in questione.

Altri giochi erano invece totalmente nuovi, ed erano: 
- Piccoli Giotto - gioco nel quale i concorrenti dovevano individuare un oggetto di uso comune disegnato da alcuni bambini di età prescolare;
- Il mottovolante - in questo gioco Giorgio Mastrota (sostituito nella prima e nell'ultima puntata rispettivamente da Marco Predolin e Guido Meda, in quanto nelle due succitate lo stesso Mastrota fu presente in studio come concorrente) cercava di dire un proverbio mentre viaggiava su una montagna russa del parco di Mirabilandia. Il proverbio risultava molto disturbato sia per le urla dello stesso Mastrota che per quelle degli altri passeggeri;
- Cosa bolle in pentola? - gioco nel quale i concorrenti dovevano indovinare il nome del piatto che stava venendo cucinato, vedendo gli ingredienti e le fasi di cottura dello stesso;
- Robe da Pizzi - Nilla Pizzi, presente ad ogni puntata in studio, cantava una sua famosa canzone cambiandone il testo nella trama di un film del quale i concorrenti dovevano indovinare il titolo; la Pizzi era accompagnata in studio da due Boys, che durante questo gioco eseguivano, alle spalle della cantante, una coreografia;
- Il galateo - in questo gioco, alla quale i concorrenti dovevano rispondere alla lavagnetta, veniva visualizzato un filmato con protagonisti Cinzia Leone e Giorgio Vignali, nel quale l'ultimo commetteva parecchi errori di galateo che puntualmente indispettiscono la sua compagna. I concorrenti dovevano indovinare i cinque errori di galateo commessi da Vignali. Ogni errore individuato portava alla squadra un determinato punteggio. Ogni filmato, infine, si concludeva sempre con la Leone che lasciava Vignali, stanca della sua rozzezza; nella terza puntata tale gioco non fu presente in quanto Cinzia Leone partecipò come concorrente;[2]
- La canzone di Fiorella - con la partecipazione dell'allora annunciatrice di Canale 5, Fiorella Pierobon, che raccontava, dalla sua postazione ufficiale degli annunci, una canzone come se fosse il palinsesto dei programmi della giornata. I concorrenti dovevano individuare quale canzone fosse, dicendone il titolo esatto;[2]
- La battutaccia - gioco alla lavagnetta nel quale un personaggio famoso (spesso del mondo dello sport), faceva una domanda ai concorrenti la cui risposta doveva essere una battuta. Riceveva un punto chi forniva la risposta esatta alla battuta;
- Il cucuzzaro - Alessia ed Ellen interpretavano due colf che stanno facendo le pulizie a casa di un VIP. In base agli indizi forniti i concorrenti dovevano capire a casa di chi sono;
- Il vestirello - a rotazione, una delle due vallette della trasmissione effettuava uno spogliarello che poi veniva mandato al contrario. Le ragazze si vestivano da un personaggio che doveva essere individuato dai concorrenti;
- Quando la moglie è in vacanza - sempre a rotazione, una delle due vallette era immersa in una vasca piena di schiuma e sta parlando al telefono con un'amica della vacanza appena trascorsa. Dagli indizi forniti i concorrenti dovevano capire in quale località era stata;
- I sensi vietati - gioco fatto in studio, nel quale Sabani diceva alla squadra una parola straniera che in italiano potrebbe sembrare una parola con un doppio senso. I concorrenti potevano domandare, alla propria capitana di squadra, delle domande alle quali lei poteva rispondere solo con un si o con un no. Il compito dei concorrenti era quello di trovare la traduzione giusta alla parola fornita. Conquistava il punto la squadra che riusciva ad indovinare la propria parola nel minor tempo possibile.

L'unico gioco non autoprodotto di questa riedizione era "Campioni di balle", che fungeva da ultimo gioco a squadre. I filmati da gioco erano ripescati dai vecchi archivi de Il Quizzone, e ricalcava le regole della manche delle "Balle spaziali". Nella versione di Facce da quiz però ogni risposta esatta valeva cento punti, per un massimo realizzabile di 400 punti. Al termine di questa fase, la squadra con il maggior punteggio risultava essere la vincitrice della puntata, ma i due migliori concorrenti di ciascuna squadra si dovevano sfidare in un ultimo gioco, "L'inchiesta": i finalisti, uno per uno, dovevano stilare una classifica di dieci personaggi, presenti su schede magnetiche, secondo una classifica effettuata da DataMedia (ad es. La vip peggio vestita oppure Il maggiordomo ideale). Il finalista, partendo dal decimo posto che gli viene dato, doveva ricomporre la classifica in maniera esatta dal nono al primo posto, però ogni volta che sbagliava le schede magnetiche precipitavano ed era costretto a ricominciare da capo. Ogni concorrente aveva a disposizione tre minuti di tempo. Veniva proclamato "Faccia da quiz" il finalista che riusciva a posizionare più personaggi al posto esatto.
Il campione portava a casa un "premio in natura" (un prosciutto, una mortadella o un cesto di salumi).
La trasmissione era animata anche dalla presenza di alcune ragazze del corpo di ballo, chiamato "Miss Quiz", che indossavano dei giacchetti neri sotto i quali erano nascosti alcuni numeri, da 0 a 100. I concorrenti, scegliendo la ragazza, vincevano il punteggio nascosto moltiplicando così il proprio montepremi.

### Collocazione in palinsesto
La trasmissione fu collocata originariamente nella prima serata del venerdì di Canale 5, a partire dal 6 luglio 2001. La penultima puntata fu invece posticipata alla prima serata della domenica, andando in onda il 9 settembre; la puntata finale era prevista per domenica 16, sempre in prima serata, ma dopo gli attentati alle Torri Gemelle di New York dell'11 settembre fu anticipata alla fascia preserale, a partire dalle 17:45 prima della cancellazione dal palinsesto televisivo a causa degli ascolti ritenuti troppo negativi e troppo bassi. La trasmissione è stata riproposta in replica su Mediaset Extra negli anni 2010.

### Sigla
La sigla era il brano Quelli belli come noi delle Gemelle Kessler, cantato da Sabani e il cast.

## Puntate
| Puntata | Data              | Squadra di Alessia                                                         | Squadra di Ellen                                                    |
| ------- | ----------------- | -------------------------------------------------------------------------- | ------------------------------------------------------------------- |
| 1       | 6 luglio 2001     | Alessandro Cecchi Paone, Michelle Hunziker, Amanda Lear e Gerry Scotti     | Elenoire Casalegno, Afef Jnifen, Claudio Lippi e Giorgio Mastrota   |
| 2       | 13 luglio 2001    | Amadeus, Marco Balestri, Valeria Marini e Cristina Quaranta.               | Massimo Boldi, Roberta Capua, Marco Columbro e Samantha De Grenet   |
| 3       | 27 luglio 2001    | Amanda Lear, Cinzia Leone, Sandra Mondaini e Maria Amelia Monti            | Rossella Brescia, Luisa Corna, Alba Parietti e Paola Perego         |
| 4       | 10 agosto 2001    | Elisabetta Ferracini, Angela Melillo, Antonella Mosetti e Miriana Trevisan | Marino Bartoletti, Cesare Cadeo, Gigi Marzullo e Maurizio Mosca     |
| 5       | 17 agosto 2001    | Mario Cipollini, Fabio Galante, Carlton Myers e Stefan Schwoch             | Natalia Estrada, Filippa Lagerbäck, Nina Morić e Natasha Stefanenko |
| 6       | 24 agosto 2001    | Daniela Bello, Vincenza Cacace, Alessia Fabiani e Silvia Toffanin          | Maurizio Aiello, Lorenzo Ciompi, Roberto Farnesi e Maurizio Zamboni |
| 7       | 9 settembre 2001  | Antonella Elia, Milena Miconi, Antonella Mosetti e Maria Teresa Ruta       | Mavi Felli, Veronika Logan, Donatella Pompadour e Sara Ricci        |
| 8       | 16 settembre 2001 | Natalia Estrada, Valeria Marini, Giorgio Mastrota e Alba Parietti          | La Premiata Ditta                                                   |